# Phillip Phillips
Phillip LaDon Phillips, Jr., född 20 september 1990 i Albany, Georgia, är en amerikansk sångare och låtskrivare. Han vann American Idol 2012 före tvåan Jessica Sanchez.

## Diskografi
Studioalbum
- 2012 – The World from the Side of the Moon
- 2014 – Behind the Light
- 2018 – Collateral

EPs
- 2012 – American Idol Season 11 Highlights
- 2013 – iTunes Session
- 2013 – Live EP

Singlar
- 2012 – "Home" (US #6, US Adult #1, US AC #1)
- 2013 – "Gone, Gone, Gone" (US #4, US Adult #3, US AC #1)
- 2013 – "Where We Came From"
- 2014 – "Raging Fire" (US #58, US Adult #7, US AC #13)
- 2014 – "Unpack Your Heart" (US Adult #33)
- 2017 – "Miles" (US Adult #15)
- 2018 – "Magnetic"

Samlingsalbum
- 2012 – Phillip Phillips: Journey to the Finale